# أندي باك
أندي باك (بالإنجليزية: Andy Park) هو فنان قصص مصورة ومصمم ورسام توضيحي أمريكي، ولد في 3 يوليو 1975.

## وصلات خارجية
- الموقع الرسمي
- أندي باك على موقع IMDb (الإنجليزية)
- أندي باك على موقع قاعدة بيانات الفيلم (الإنجليزية)